# 肯巴·沃克
肯巴·赫德利·沃克（英語：Kemba Hudley Walker，1990年5月8日—）），生於美國紐約州布朗克斯，美國前職業籃球運動員，場上位置為控球後衛。在2011年NBA选秀中，以第一輪第九順位被夏洛特山猫選中，现在是NBA夏洛特黃蜂的球員發展教練。
沃克在大学时期效力于康涅狄格大学哈士奇队，在2010-11赛季，沃克带领的康涅狄格大学一举夺得全美第2和大东区冠军，并在锦标赛中夺得全美总冠军。沃克也夺得了鮑伯·庫西獎、NCAA籃球聯賽最傑出球員等重大奖项。
根據《福布斯》，沃克是2020年年收入全球排名第52位的運動員（27,600,000美元）。

## 大学生涯

### 新秀赛季
在康涅狄格的首个赛季，沃克打满全部比赛，并入选了大东区最佳新秀阵容。他帮助康涅狄格大学哈士奇队拿到了2009年NCAA锦标赛頭号种子。他虽然名义上是替补，但场均出战25.5分钟，这比一般替补球员高出很多。康大在锦标赛中杀入最终4强，沃克也在八强战面对密苏里大学的比赛中打出出色表现，砍下23分。

### 2年级
沃克在2年级赛季出战34场，场均能得到14.6分，并且带领哈士奇队在最后9场比赛中赢下8场。沃克还入选了USBWA的全美第一阵容，康涅狄格大学也拿到了锦标赛的4号种子席位。但最终仅仅拿到18胜16负的康涅狄格大学在锦标赛上输给弗吉尼亚理工大学，惨淡收场。

### 3年级
沃克在大三打出了令人惊艳的一个赛季，他场均能获得26.7分外加5篮板3.8助攻，场均26.7分位列全美第一。沃克也因此得到了体育画报的邀请，登上了封面。
在八强战面对匹兹堡大学的比赛中，沃克在最后时刻投进绝杀球，率领哈士奇队进入4强，并在大东区决赛中跨过路易斯维尔大学，拿到大东区冠军，沃克荣膺大东区MVP。他在区区5场比赛砍下130分，这是NCAA锦标赛近15个赛季5场比赛最高分。康大也成为第一支五天赢下五场比赛拿到分区冠军的球队。
美国篮球作家协会将沃克评为全美第一队，而福克斯体育将沃克评为全美第二队。他还入选了奧斯卡·羅伯森獎的评选，虽然他仅列第二（第一是楊百翰大學吉默·弗雷戴特），但仍有两位记者认为沃克是最佳球员。除此之外，他还拿下了鮑伯·庫西獎。2011年4月4日，沃克在NCAA总决赛中贡献16分，带领康涅狄格大学拿下NCAA总冠军，并且被選为NCAA籃球聯賽最傑出球員。

### 大学时期数据
| 学校         | 赛季    | 出战次数 | 首发次数 | 时间 | 投篮命中率 | 三分命中率 | 罚球命中率 | 篮板 | 助攻 | 抢断 | 盖帽 | 得分 |
| ------------ | ------- | -------- | -------- | ---- | ---------- | ---------- | ---------- | ---- | ---- | ---- | ---- | ---- |
| 康涅狄格大学 | 2008–09 | 36       | 2        | 25.2 | .470       | .271       | .715       | 3.5  | 2.9  | 1.1  | 0.2  | 8.9  |
| 康涅狄格大学 | 2009–10 | 34       | 34       | 35.2 | .405       | .339       | .767       | 4.3  | 5.0  | 2.0  | 0.4  | 14.6 |
| 康涅狄格大学 | 2010–11 | 41       | 41       | 37.6 | .428       | .330       | .819       | 5.4  | 4.5  | 1.9  | 0.2  | 23.5 |
| 生涯         |         | 111      | 77       | 32.8 | .428       | .325       | .782       | 4.3  | 4.4  | 1.7  | 0.2  | 16.1 |

## 職業生涯
沃克于2011年4月12日宣布，放弃最后一年的大学学业，提前参加NBA选秀。他在同年NBA选秀被夏洛特山猫以首轮第9顺位被选中。选秀结束后，沃克与安德玛签下一份多年合同。这是2011届新秀中首位签下多年代言合同的球员。

### 夏洛特山猫 / 黃蜂（2011–2019）

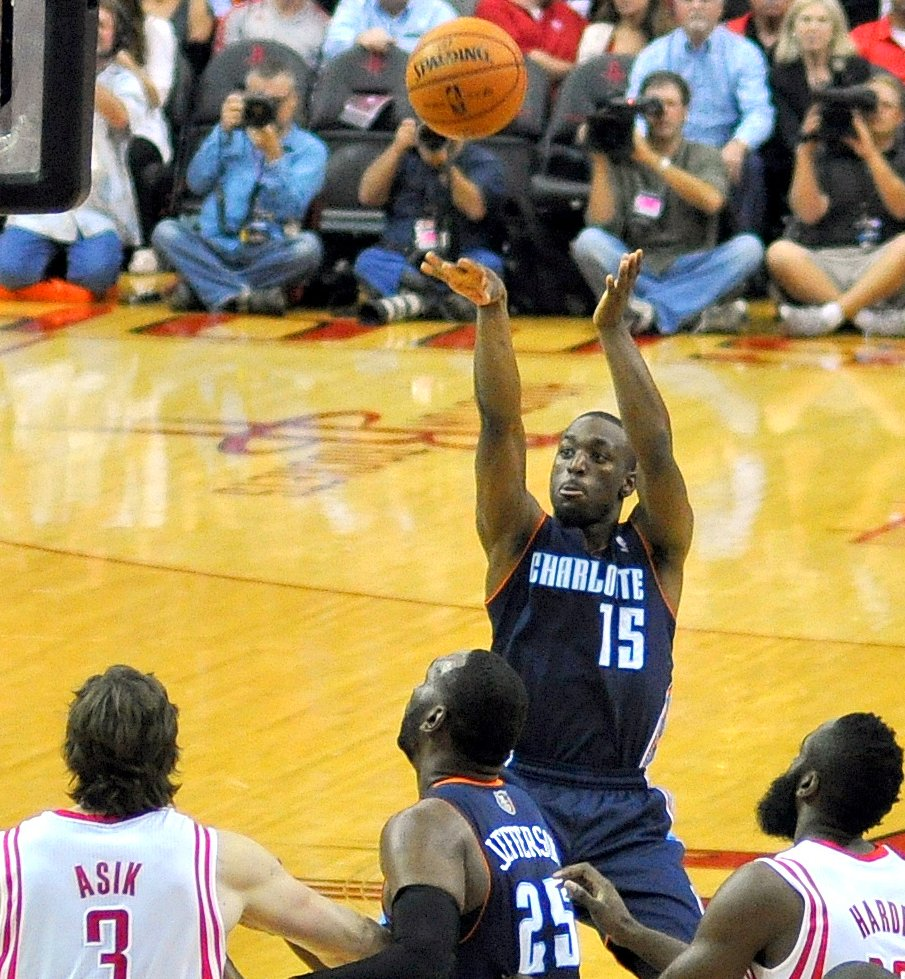
沃克在面对休斯顿火箭的比赛中面对欧米尔·阿西克投篮。2013年10月31日

#### 2011-12赛季
沃克在新秀赛季因为首发控卫D·J·奧古斯丁的受伤，顶替奥古斯丁打了25场首发比赛。特别是在2012年1月28日面对华盛顿奇才的比赛，沃克贡献了20分10篮板11助攻，是继鲍里斯·迪奥和斯蒂芬·杰克逊后首位砍下大三元的山猫队球员。沃克还受邀参加了同年NBA全明星赛的新秀挑战赛。
不过山猫队刷新了一项耻辱纪录，仅仅在缩水赛季拿到7胜59负，締造NBA史上最低勝率。

#### 2012-13赛季

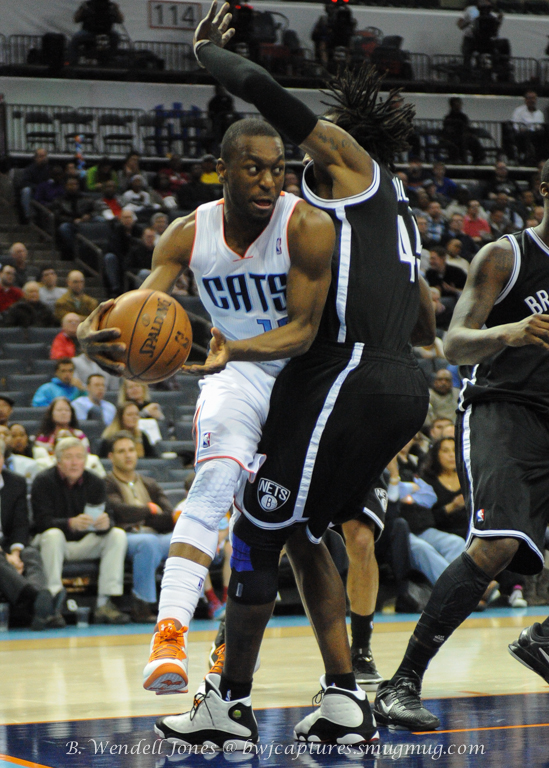
沃克突破傑拉德·華勒斯的防守。

2013年1月21日，沃克在面对休斯顿火箭队的比赛中砍下35分，刷新职业生涯纪录。同时，他第二次被选中参加2013年NBA全明星赛的新秀挑战赛。这次他的队友迈克尔-基德·吉尔克里斯特也入选了新秀挑战赛。沃克最终得到8分。
沃克在本赛季获得了17.7分5.3助攻的平均数据，较新秀赛季取得了长足进步，山猫队虽然仅仅取得22胜60负的战绩，但胜率已经翻了一倍有余。

#### 2013-14赛季
2013年12月18日，沃克在客场面对多伦多猛龙的比赛中的加时赛面对猛龙中锋尤纳斯·瓦兰修纳斯投入绝杀球，帮助山猫击败猛龙，沃克整场比赛18投10中，砍下26分5助攻。2014年2月24日，NBA官方宣布沃克得到周最佳球员称号，场均22.8分，5.5篮板外加8.8助攻。在同年4月4日面对奥兰多魔术的比赛中，沃克贡献了13分10篮板10助攻，完成职业生涯第二次大三元。
山猫队在本赛季凭借沃克和艾尔·杰弗森的出色发挥拿到了一张季后赛门票，虽然山猫最终被亚军迈阿密热火横扫，不过沃克依旧打出不错的数据，作为季后赛菜鸟他场均能得到19.5分6助攻，命中率高达47.7%，并且他还在最后一场比赛中得到29分5助攻3盖帽的数据。

#### 2014-15赛季
2014年10月30日，他與黃蜂隊簽訂了一份為期四年、價值4800萬美元的續約合約。

#### 2015-16赛季
在1月19日，黃蜂對上爵士的比賽，沃克得到全場最高的，同時也是生涯最高的52分外加9籃板8助攻，2OT力克爵士。52分超越格倫·萊斯在1997年3月7日所締造的48分，成為黃蜂隊史最高得分紀錄。

#### 2016-17赛季
2016年11月12日，黄蜂主场111-113不敌猛龙，肯巴·沃克出场35分钟，得到40分10篮板6助攻，职业生涯第四次单场砍下40+、首次单场得到40分10篮板。
2016年11月16日，黄蜂客场115-108击败森林狼，肯巴·沃克得到30分、5个篮板、6次助攻和5次抢断，2016-17赛季前10场总共得到258分，超越1995-96赛季的拉里·约翰逊（235分），成为黄蜂队史赛季前10场比赛得分最多的球员。
2016年11月26日，黄蜂对阵尼克斯，肯巴·沃克得到17分5篮板，其中罚球5罚3中，职业生涯累计罚中1421个罚球，超越阿朗佐·莫宁（1418），排名升至黄蜂队史罚球命中数排行榜第三位。
2016年11月30日，黄蜂主场对阵活塞，肯巴·沃克全场得到23分4助攻2抢断，职业生涯常规赛累计得到551次抢断，追平大卫·韦斯利，并列黄蜂队史抢断榜第五位。沃克在2016年年11月的比赛中，场均得到24.4分，超越拉里·约翰逊（24.3分），创造新的黄蜂队史个人单月得分纪录。
2016年12月30日，黄蜂主场91-82战胜热火，肯巴·沃克出场36分钟，得到22分7篮板4助攻，职业生涯常规赛累计得到7019分，成为黄蜂队史第四位得分突破7000分的球员。
2017年1月3日，黄蜂客场111-118不敌公牛，肯巴·沃克出场38分钟，得到34分11个篮板，职业生涯累计156场比赛得分20+，追平戴尔·库里，并列黄蜂队史第四位。
2017年1月6日，黄蜂客场114-115不敌活塞，肯巴·沃克首发出场32分钟，得到32分7个篮板5次助攻，职业生涯累计出场400场常规赛比赛，超越雷蒙德·费尔顿（399场），成为黄蜂队史第四位常规赛出场400次的球员。
2017年1月21日，黄蜂主场113-78战胜猛龙，肯巴·沃克出战三节比赛，得到32分，赛季第7次单场至少得到30分， 并追平职业生涯前三节比赛的得分纪录。
2017年1月27日，NBA官方公布了2017年全明星替补阵容名单，肯巴·沃克入选东部替补阵容，职业生涯首次入选全明星赛，并成为黄蜂队史自2009-10赛季的杰拉德·华莱士之后首位入选全明星赛的球员。
2017年2月1日，黄蜂客场98-115不敌开拓者，肯巴·沃克出场32分钟，得到22分5助攻，职业生涯累计得到7423分，超越拉里·约翰逊（7405分），排名升至黄蜂队史得分榜第三位。
2017年2月3日，NBA官方公布了2017年全明星周末三分大赛参赛人员名单，肯巴·沃克入选。
2017年2月5日，黄蜂客场98-105不敌爵士，肯巴·沃克出场35分钟，得到18分6助攻，职业生涯累计得到7448分，超越杰拉德·华莱士（7437分），排名升至黄蜂队史得分榜第二位。
2017年3月7日，肯巴·沃克当选NBA东部周最佳球员。
2017年3月12日，黄蜂122-125不敌鹈鹕，肯巴·沃克出场40分钟，得到24分12助攻，职业生涯第15次单场至少得到20分10助攻，追平拜伦·戴维斯得到20+10的次数，并列黄蜂队史第一。 
2017年3月21日，黄蜂主场105-90战胜老鹰，肯巴·沃克出场了29分钟，得到16分4篮板4助攻，其中三分球8投4中，赛季累计投中202个三分球，成为2016-17赛季第6位命中至少200个三分球的球员，并成为黄蜂队史第三位单赛季至少命中200个三分球的球员。
2017年3月25日，黄蜂主场105-112不敌骑士，肯巴·沃克全场得到28分5助攻，其中三分球10投5中，赛季三分球命中数累计达到208个，超越格伦·莱斯（1996-97赛季，207个），排名升至黄蜂队史单赛季三分球命中数排行榜第2位。
2017年4月1日，黄蜂主场122-114战胜掘金，肯巴·沃克出场41分钟，得到31分8助攻，职业生涯累计得到8030分，成为黄蜂队史继戴尔·库里之后第二位得分超过8000分的球员。
2017年4月3日，黄蜂客场113-101击败雷霆，肯巴·沃克出场34分钟，得到29分4助攻4抢断，赛季累计得到1752分，成为黄蜂队史第四位单赛季得分超过1700分的球员。
2017年4月5日，黄蜂客场111-118不敌奇才，肯巴·沃克出场37分钟，得到37分5篮板4助攻，赛季第15次单场至少得到30分，成为黄蜂队史自2007-08赛季的杰森·理查德森之后首位单赛季至少15次得分30+的球员。
2017年4月9日，黄蜂主场114-121不敌凯尔特人，肯巴·沃克出场36分钟，得到23分8助攻，赛季累计得到1830分，超越1992-1993赛季的拉里·约翰逊和1997-1998赛季的格伦·莱斯，排名升至黄蜂队史单赛季得分榜第2位。
2017年6月27日，肯巴·沃克荣获2016-17赛季NBA运动员精神奖。

#### 2017-18赛季
3月29日，黄蜂主场105-118不敌骑士，但球员沃克出战32分钟，18投7中，得到21分2篮板4助攻，使他的总得分达到9841分，超越戴尔-库里成为黄蜂队史得分王。

#### 2018-19赛季
2018年10月18日，黄蜂以112-113不敌雄鹿，肯巴·沃克本场比赛得到了41分，刷新了戴尔·库里所保持的常规赛揭幕战得分纪录。
2018年10月21日，黄蜂在客场以113-112战胜热火，本场比赛，沃克出场40分钟，31投14中得到39分5篮板7助攻。据公关官方统计，沃克赛季前三场比赛一共命中了19记三分球也创造了联盟赛季前三场三分球命中数的新纪录。沃克职业生涯常规赛总得分也突破了10000分。
2018年10月28日，黄蜂在客场以103-105不敌76人，肯巴·沃克本场比赛继续出色的发挥，他得到了37分6篮板6助攻，这是他职业生涯常规赛第10次砍下至少35分5篮板5助攻的数据。此外，这也是沃克职业生涯常规赛第三次连续两场比赛得到至少30分5篮板5助攻的数据。
2018年11月18日，黄蜂119-122不敌76人，肯巴·沃克出场45分钟，34投21中其中三分球14投6中罚球12投全中得到60分7篮板4助攻4抢断，刷新职业生涯单场得分纪录和球队队史个人单场得分纪录。肯巴·沃克还是NBA历史上身高1.85米（6英尺1英寸）以下第二位单场比赛得到至少60分的球员，另外一名球员是阿伦·艾弗森。此外，肯巴·沃克也是NBA历史上第二位面对76人单场比赛砍下至少60分的球员，另一名球员是威尔特·张伯伦。
2018年12月6日，夏洛特黄蜂队客场挑战明尼苏达森林狼队，本场比赛黄蜂后卫肯巴·沃克首发出战。在加上这1场比赛之后，沃克职业生涯常规赛首发出场数达到502次，超越蒂尼·博格斯（501次）升至黄蜂队史第一。
2019年1月25日，NBA官方宣布肯巴·沃克入选2018-19赛季东部全明星首发阵容。
2019年3月24日，黄蜂在主场以124-117击败凯尔特人，肯巴·沃克本场比赛命中了6记三分。本场比赛前，沃克职业生涯常规赛三分命中总数为1250个，这6个三分使他超越肖恩·巴蒂尔、斯蒂芬·杰克逊、克里弗德·罗宾逊，并追平了弗农·麦克斯维尔的1256个三分，并列历史第50位。
2019年4月2日，在黄蜂102-111不敌爵士的比赛中，肯巴·沃克砍下47分5篮板3助攻。除沃克以外，其余首发四人仅得6分。据统计，沃克拿到了首发总得分53分中的47分，其个人得分占比达到了88.7%。这是自1970-71赛季有首发球员数据统计以来，首发球员得分的最高占比纪录。
2019年4月4日，黄蜂以115-109战胜鹈鹕，肯巴·沃克出场35分钟，17投9中，其中三分球5投2中，第四节独得21分，全场拿下得到32分3篮板7助攻2抢断。加上这2个三分球，沃克本赛季三分球命中数达到245记，超越贾森·理查德森成为黄蜂队史单赛季命中三分最多的球员。
2019年4月4日，在黄蜂以115-109战胜鹈鹕的比赛中，肯巴·沃克砍下32分3篮板7助攻。这是沃克本赛季第26次砍下30分以上，打破由格伦·莱斯保持的黄蜂队史纪录。
2019年4月6日，黄蜂主场对阵猛龙，黄蜂球员肯巴·沃克本场比赛已经得到24分，他本赛季的总得分来到了2000分。这是沃克职业生涯首次单赛季总得分达到2000分，沃克也成为了自格伦·莱斯以来队史第二位单赛季总得分达到2000分的黄蜂球员。
2019年5月24日，NBA官方宣布肯巴·沃克入选2018-19赛季NBA最佳阵容三阵。

### 波士顿凯尔特人（2019–2021）

#### 2019-20赛季
2019年7月7日，波士顿凯尔特人官方宣布与黄蜂队完成先签（四年1.41亿美元）后换的交易得到肯巴·沃克。

#### 2020-21赛季
沃克在休賽季接受左膝幹細胞注射治療，並且進行長達12週的恢復訓練，他預估能在12月初恢復籃球相關活動，但後續傷勢復原狀況至少要等到明年1月才能重新評估。

### 紐約尼克（2021–2022）
2021年6月，塞爾提克總管布拉德·史蒂文斯將沃克連同2021年第一輪第16順位選秀籤及2025年的二輪選秀籤交易至奧克拉荷馬城雷霆，換來艾爾·霍福德, 莫塞斯·布朗以及2023年的二輪選秀籤。2021年8月4日，和雷霆完成買斷，和紐約尼克簽下兩年1800萬美元的合約。

### 達拉斯獨行俠（2022–2023）
2022年7月6日，沃克和賈倫·杜倫的選秀權被交易到底特律活塞，以換取未來的首輪選秀權。10月17日，活塞釋出了明星控衛沃克，吸收他剩餘的920萬美元薪資。如果沒有其他球隊接手，他跑完揮棄程序之後會進入自由市場。先前傳出沃克早與活塞達成離隊共識，因為他並不在球隊預定的15人名單。
2022年11月28日，沃克與達拉斯獨行俠簽約，簽訂了一份為期一年的無保障合約。他將在獨行俠穿上34號球衣。2023年1月6日，被獨行俠裁掉。

### 摩納哥（2023–2024）
2023年7月21日，沃克加盟法國籃球甲級聯賽球隊摩納哥。
2024年7月2日，沃克宣布退役。

## NBA生涯数据

### 例行赛
| 賽季     | 球隊     | 出賽 | 先發 | 平均上場時間（分鐘） | 投籃命中率（%） | 三分球命中率（%） | 罰球命中率（%） | 平均籃板 | 平均助攻 | 平均抄截 | 平均阻攻 | 平均得分 |
| -------- | -------- | ---- | ---- | -------------------- | --------------- | ----------------- | --------------- | -------- | -------- | -------- | -------- | -------- |
| 2011–12  | CHA      | 66   | 25   | 27.2                 | .366            | .305              | .789            | 3.5      | 4.4      | .9       | .3       | 12.1     |
| 2012–13  | CHA      | 82   | 82   | 34.9                 | .423            | .322              | .798            | 3.5      | 5.7      | 1.9      | .3       | 17.7     |
| 2013–14  | CHA      | 73   | 73   | 35.8                 | .393            | .333              | .837            | 4.2      | 6.1      | 1.1      | .4       | 17.7     |
| 2014–15  | CHA      | 62   | 58   | 34.2                 | .385            | .304              | .827            | 3.6      | 5.1      | 1.4      | .5       | 17.3     |
| 2015–16  | CHA      | 81   | 81   | 35.6                 | .427            | .371              | .847            | 4.4      | 5.2      | 1.5      | .4       | 20.9     |
| 2016–17  | CHA      | 79   | 79   | 34.7                 | .443            | .399              | .847            | 3.9      | 5.5      | 1.0      | .2       | 23.2     |
| 2017–18  | CHA      | 80   | 80   | 34.2                 | .431            | .384              | .864            | 3.1      | 5.6      | 1.1      | .3       | 22.1     |
| 2018–19  | CHA      | 82   | 82   | 34.9                 | .434            | .356              | .844            | 4.4      | 5.9      | 1.2      | .4       | 25.6     |
| 2019–20  | BOS      | 56   | 56   | 31.1                 | .425            | .381              | .864            | 3.9      | 4.8      | .9       | .5       | 20.4     |
| 2020–21  | BOS      | 43   | 43   | 31.8                 | .420            | .360              | .899            | 4.0      | 4.9      | 1.1      | .3       | 19.3     |
| 2021–22  | NYK      | 37   | 37   | 25.6                 | .403            | .367              | .845            | 3.0      | 3.5      | .7       | .2       | 11.6     |
| 2022–23  | DAL      | 9    | 1    | 16.0                 | .421            | .250              | .810            | 1.8      | 2.1      | .2       | .2       | 8.0      |
| 生涯     | 生涯     | 750  | 697  | 33.1                 | .418            | .360              | .840            | 3.8      | 5.3      | 1.2      | .4       | 19.3     |
| 全明星賽 | 全明星賽 | 4    | 2    | 21.0                 | .452            | .280              | —               | 2.3      | 4.5      | .8       | .0       | 11.3     |

- 来源[23]

### 附加賽
| 賽季 | 球隊 | 出賽 | 先發 | 平均上場時間（分鐘） | 投籃命中率（%） | 三分球命中率（%） | 罰球命中率（%） | 平均籃板 | 平均助攻 | 平均抄截 | 平均阻攻 | 平均得分 |
| ---- | ---- | ---- | ---- | -------------------- | --------------- | ----------------- | --------------- | -------- | -------- | -------- | -------- | -------- |
| 2021 | BOS  | 1    | 1    | 33.9                 | .417            | .429              | 1.000           | 7.0      | 2.0      | 2.0      | 1.0      | 29.0     |
| 生涯 | 生涯 | 1    | 1    | 33.9                 | .417            | .429              | 1.000           | 7.0      | 2.0      | 2.0      | 1.0      | 29.0     |

### 季后赛
| 賽季 | 球隊 | 出賽 | 先發 | 平均上場時間（分鐘） | 投籃命中率（%） | 三分球命中率（%） | 罰球命中率（%） | 平均籃板 | 平均助攻 | 平均抄截 | 平均阻攻 | 平均得分 |
| ---- | ---- | ---- | ---- | -------------------- | --------------- | ----------------- | --------------- | -------- | -------- | -------- | -------- | -------- |
| 2014 | CHA  | 4    | 4    | 38.2                 | .473            | .500              | .778            | 3.8      | 6.0      | 2.0      | .7       | 19.5     |
| 2016 | CHA  | 7    | 7    | 37.1                 | .366            | .326              | .943            | 3.0      | 4.0      | 1.3      | .5       | 22.7     |
| 2020 | BOS  | 17   | 17   | 36.9                 | .441            | .310              | .852            | 4.1      | 5.1      | .9       | .4       | 19.6     |
| 2021 | BOS  | 3    | 3    | 30.3                 | .317            | .176              | .900            | 4.0      | 4.0      | .3       | .0       | 12.7     |
| 生涯 | 生涯 | 31   | 31   | 36.5                 | .412            | .324              | .868            | 3.8      | 4.8      | 1.1      | 0.5      | 19.6     |

- 来源[24]

## 外部連結
- 肯巴·沃克在fiba.basketball（英语）
- 肯巴·沃克在archive.fiba.com（存檔）（英语）
- 肯巴·沃克在NBA官網（英语）
- 肯巴·沃克在Basketball-Reference.com（NBA）（英语）
- 肯巴·沃克在Basketball-Reference.com（國際）（英语）
- 肯巴·沃克在Sports-Reference.com（NCAA）（英语）
- 肯巴·沃克在ESPN（NBA）（英语）
- 肯巴·沃克在Eurobasket.com（球員）（英语）
- 肯巴·沃克在Proballers（英语）
- 肯巴·沃克在RealGM（球員）（英语）
- UConn Huskies bio